# کافی ظفر همدانی
کافی ظفر همدانی یکی از شاعران سدهٔ ششم در همدان بود. از شعرای چیره دست سلسلهٔ سلاجقهٔ عراق و احتمالاً معاصر ملک‌شاه ابن محمود سلجوقی بود. از معدود اشعار باقی‌مانده‌اش در مجمع‌الفصحاء و لباب‌الالباب لطافت طبع و علو پایه‌اش در سخنوری پیداست.